# 榴霰彈

榴霰彈爆炸的動畫

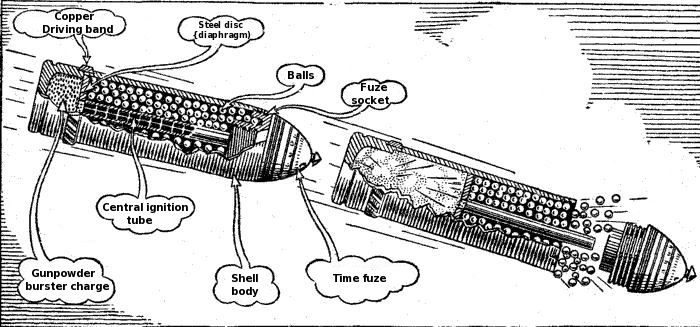
爆破反應

榴霰彈也称霰弹、子母弹、群子弹，是一種裝有大量的彈丸，並且在接近目標時噴射出來以延著砲彈軌跡分別打擊目標的反人員砲彈，接触目标触发引信引爆，其穿透力依靠发射时推动炮弹的火药提供给炮弹的速度，爆炸杀伤力依靠接触或穿透目标时炮弹内部的火药提供的速度。铁器时代，在明代的中国和随后的欧洲，出现了点燃炮弹发射出去的炮弹，不是依靠接触目标触发，因为和目标的距离不同，容易提前或延迟引爆，第一次工业革命的19世纪中后期出现了现代的榴弹，接触目标触发引信。第二次工业革命后，一战时德国发明了闹钟榴霰弹，定时引爆。第三次工业革命时，在二战后期的苏联，榴霰弹可以通过两种方式引爆，最快的瞬发和加装引信头部保险帽的惯性引爆，这种引信叫做KTM-1，中華人民共和國引入苏联榴霰弹技术后，研发出了第三种方式，延时引爆，保留头部引信保险帽，改变火焰传导路径，这种引爆方式最慢，最新式的榴-5可以采取这三种方式引爆。

## 第一次世界大戰時期

### 優點
雖然榴霰彈對戰壕和土木防禦工事沒有作用，但英軍仍舊採用作為步兵單位突襲時壓制與防止敵軍在戰壕掩體的佈署。而與高爆彈比起來，榴霰彈對英軍步兵的危險性較小——只要己方的砲彈在上方或前方觸發爆炸，進攻的步兵就不會受到砲彈影響;反之，高爆彈的爆炸可能會在遠於100碼之外的任何方向造成破壞與危險。
榴霰彈不會造成地面的坑洞，這對於突襲是有利的，因為彈坑會造成地面更難跨越;儘管彈坑也能提供步兵掩護和射擊位置。
榴霰彈同樣對於敵軍反攻、工作小組以及任何在開闊地區的部隊有壓制效果。
當英軍實施徐進彈幕射擊時，榴霰彈的黑色火藥引信也提供了有用的掩護效果。

### 缺點
英軍在索姆河戰役中遭受慘重傷亡的關鍵原因之一就在於他們相信使用榴霰彈能夠切斷三不管地帶糾結纏繞的帶刺鐵絲網。事實上，榴霰彈只對殺傷敵軍有用;即使是在確切的條件下諸如在適當的俯角讓彈丸能夠均一的穿過鐵絲網，要擊中並成功切斷鐵絲網的細線的機率是非常低的。彈丸同時也只有有限的破壞效果並且會被沙包擋住，因此在掩體後的部隊普遍上來講是安全的。並且，鋼盔的發配使用像是德軍的德式鋼盔和英軍的Brodie helmet也能夠抵擋榴霰彈彈丸並保護穿戴者免於頭部傷害。
榴霰彈的成本比高爆彈還高而且炮彈彈身需要更好的鋼材。與高爆彈比起來它也更難精確的使用，因為要在對的時機設定正確的引信來引爆砲彈是非常關鍵的。這亦需要砲兵觀測軍官擁有相當多的技巧來攻擊移動目標。
另外一個複雜的因素是實際的砲彈引信時間會受到氣象狀況所影響，而影響到炮口的初速。無論如何，英軍在每一座砲使用了引信指示器依照炮口初速來決定正確的引信時間長度。

## 圖片

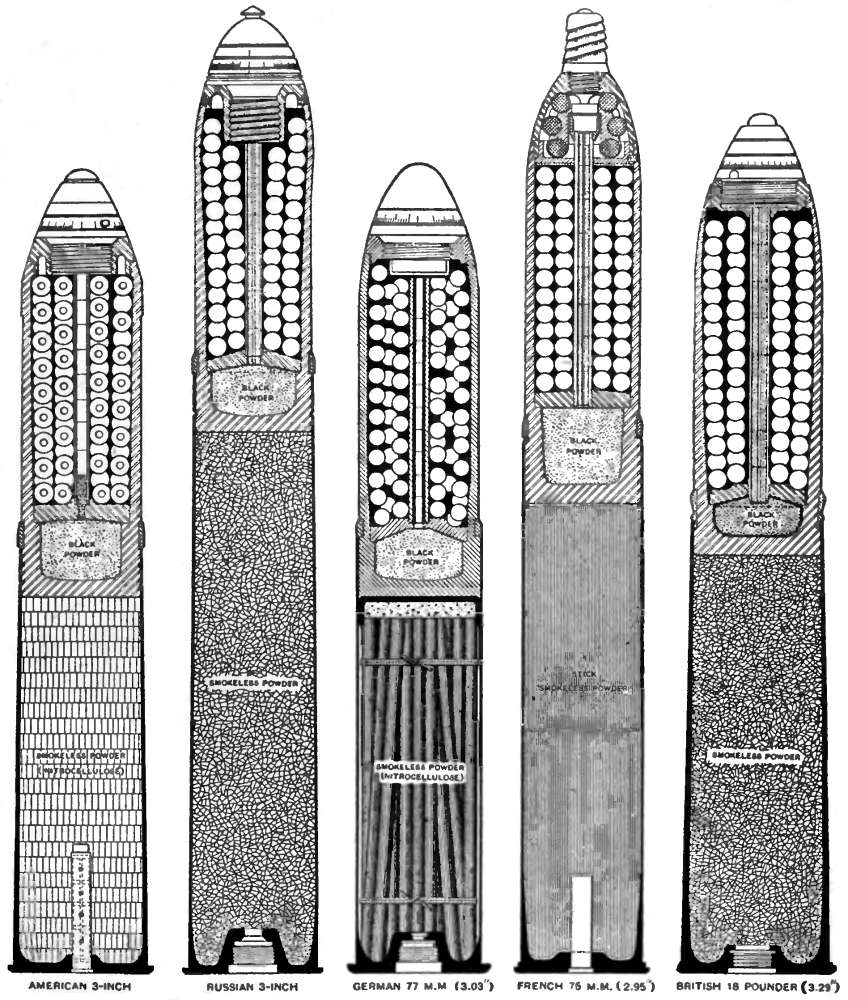
美國，俄國，德國，法國和英國的一戰時期榴霰彈比較
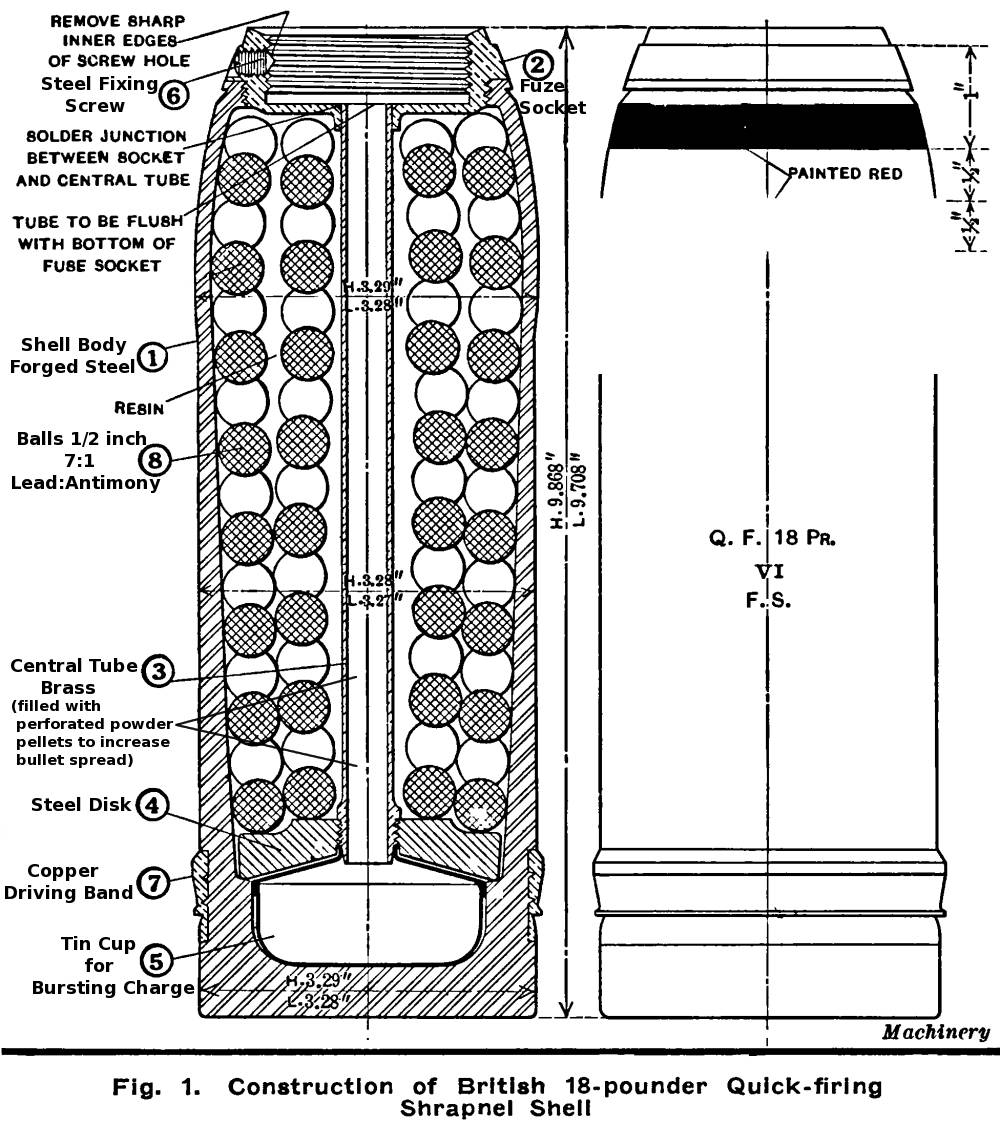
一戰時期英軍18-pounder榴霰彈
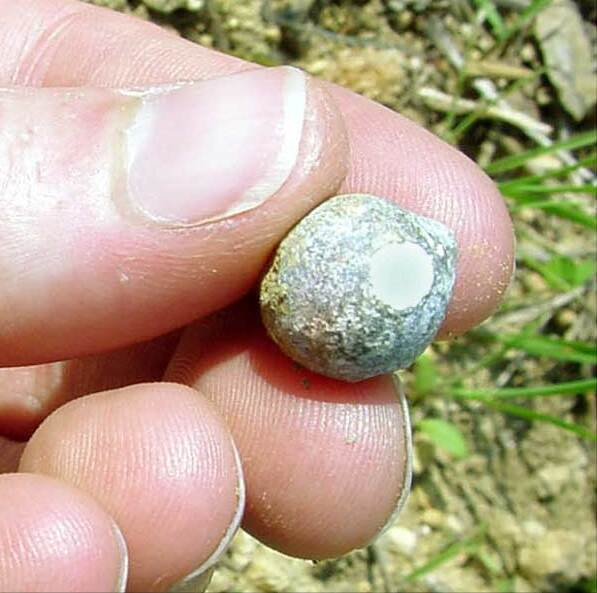
現代在凡爾登發掘出來的一戰時期榴霰彈彈丸
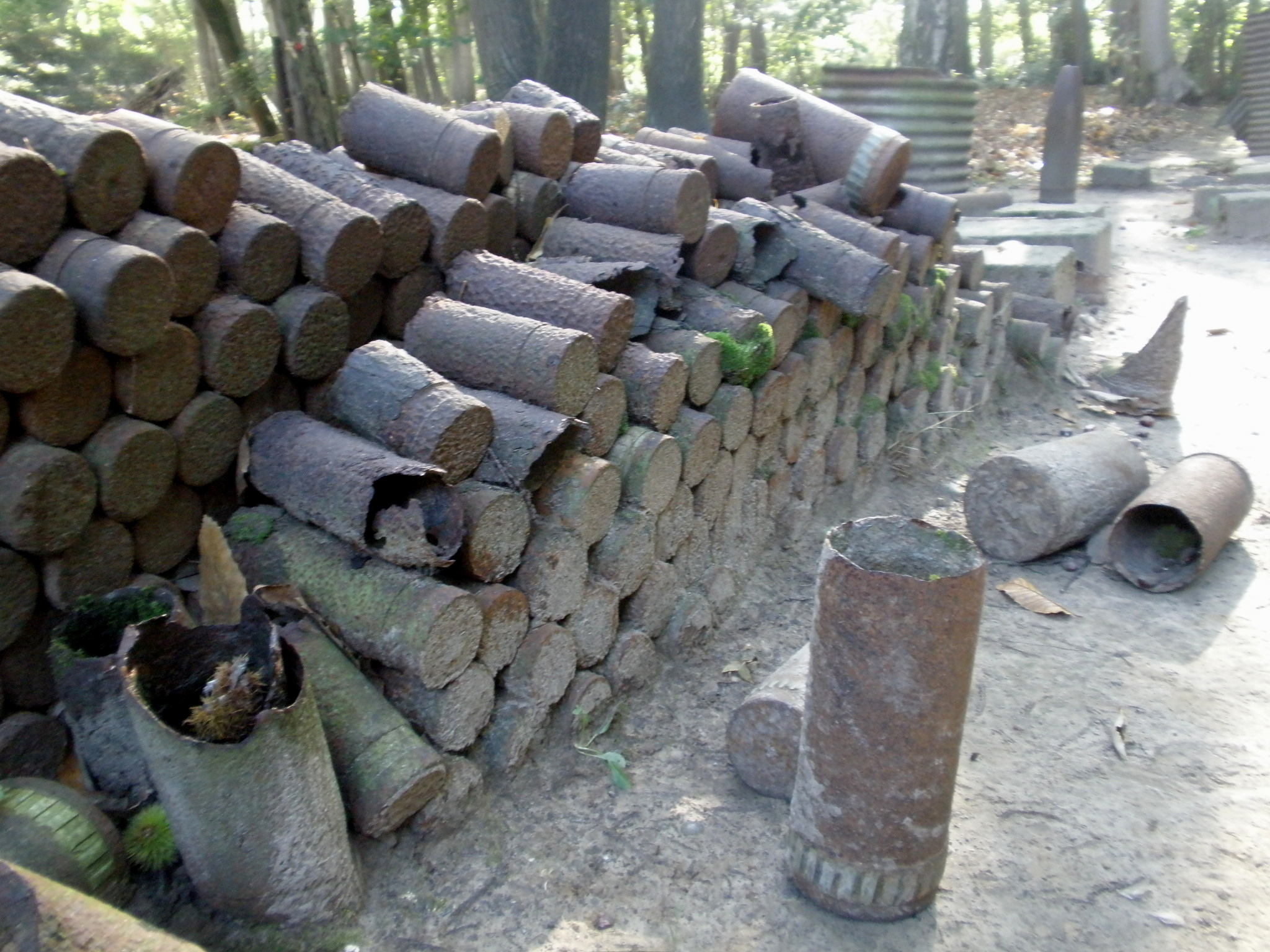
在比利時Sanctuary Wood，發射過的榴霰彈砲殼

## 相关
破片弹葡萄弹